# David Cross (ator)
David Cross (Atlanta, 4 de abril de 1964) é um comediante, roteirista e ator norte-americano. Ficou conhecido por estrelar o programa Mr. Show with Bob and David ao lado de Bob Odenkirk, e por atuar na sitcom Arrested Development (2003-2006/2013-2019) como Tobias Fünke. Cross também interpretou o vilão Ian Hawke nos três primeiros filmes de Alvin e os Esquilos e dublou o Mestre Garça na franquia Kung Fu Panda e o peixe Criado em Megamind, ambas animações de Dreamworks. Em 1993, recebeu um Prêmio Emmy do Primetime por Melhor Roteiro em Programa de Variedades, por sua participação em The Ben Stiller Show.
Em 2016, Cross teve um especial na Netflix, chamado Making America Great Again.

## Influências
Cross disse que suas influências cômicas incluem Bill Hicks, Andy Kaufman, Monty Python's Flying Circus, Lou Costello, Steven Wright, Richard Pryor, Lenny Bruce.

## Filmografia

### Filmes
| Ano  | Título                                    | Personagem                     |
| ---- | ----------------------------------------- | ------------------------------ |
| 1995 | Johnny Destino                            | Ralph Dellaposa                |
| 1995 | Feito Cães e Gatos                        | Male Radio Caller              |
| 1996 | O Pentelho                                | Gerente de vendas              |
| 1997 | MIB - Homens de Preto                     | Atendente do Necrotério        |
| 1998 | Pequenos Guerreiros                       | Irwin Wayfair                  |
| 2001 | Todo mundo em pânico 2                    | Dwight                         |
| 2001 | Pootie Tang - Quase um Super-Homem        | Dennis                         |
| 2002 | MIB - Homens de Preto 2                   | Newton                         |
| 2004 | Brilho Eterno de uma Mente Sem Lembranças | Rob                            |
| 2005 | Age of Empires III                        | Stranger                       |
| 2006 | George, O Curioso                         | Junior Bloomsberry (Voz)       |
| 2006 | Escola de Idiotas                         | Ian                            |
| 2006 |                                           |                                |
| 2007 | The Grand                                 | Larry Schwartzman              |
| 2007 | Não Estou Lá                              | Allen Ginsberg                 |
| 2007 | Alvin e os Esquilos                       | Ian Hawke                      |
| 2007 | Batalha por T.E.R.A.                      | Giddy (Voz)                    |
| 2008 | Tática                                    | Timmy (Voz)                    |
| 2008 | Kung Fu Panda                             | Garça (Voz)                    |
| 2009 | Alvin e os Esquilos 2                     | Ian Hawke                      |
| 2009 | Ano Um                                    | Cain                           |
| 2010 | Megamente                                 | Criado (Voz)                   |
| 2010 | Os Simpsons                               | Walt Warren (Voz)              |
| 2010 | Kung Fu Panda - Especial de Natal         | Garça (Voz)                    |
| 2011 | Kung Fu Panda 2                           | Garça (Voz)                    |
| 2011 | Alvin e os Esquilos 3                     | Ian Hawke                      |
| 2012 | It's a Disaster                           | Glenn                          |
| 2013 | Versos de um Crime                        | Louis Ginsberg                 |
| 2014 | Entre Risos e Lágrimas                    | Sam                            |
| 2015 | A Escolha Perfeita 2                      | Organizador do duelo de Bandas |
| 2016 | Kung Fu Panda 3                           | Garça (Voz)                    |
| 2017 | The Post - A guerra secreta               | Howard Simons                  |

## Vida pessoal
David Cross foi criado como judeu, mas na fase adulta se tornou ateu, e não pratica mais o judaísmo Politicamente, ele se identifica como socialista democrático.

## Televisão
| Ano       | Título                    | Personagem   |
| --------- | ------------------------- | ------------ |
| 2003-2006 | Arrested Development      | Tobias Fünke |
| 2016-2017 | Unbreakable Kimmy Schmidt | Russ Snyder  |